# Кленовшћак
Кленовшћак (итал. Clenosciacco) је насељено место у Републици Хрватској у Истарској жупанији. Административно је у саставу општине Ланишће.
Налази се 9 км северозападно од Ланишћа на Ћићарији на 679 м надморске висине. Смештено је на рубу крашке долине између општинског средишта Ланишћа и Бреста. Шумским путевима повезано је са Слумом, Трстеником и Рашпором.
У средњем веку припадало је рашпорској господи, а се спомиње у урбару из 1358. године, под именом Clunischach. Горњи део села зове се Каштел, а у близини је и црква Св. Катарине с гробљем. С целим подручјем дошла је под власт Венеције, а у XIX веку. постало је делом оптине Бузет. У првој половини XX века имало је око 150 становника, који су се углавном бавили сточарством и ратарством. Били су организовани у братовштину Светог Рока, а припадали су жупи у оближњем Бресту. Спаљено је у немачкој акцији 10. августа 1944. заједно с другим селима тога дела Ћићарије.

## Становништво
Према попису становништва из 2011. године у насељу Кленовшћак живело је 5 становника који су живели у 5 породичних домаћинстава.
Кретање броја становника по пописима 1857—2001.
| година пописа   | 1857. | 1869. | 1880. | 1890. | 1900. | 1910. | 1921. | 1931. | 1948. | 1953. | 1961. | 1971. | 1981. | 1991. | 2001. | 2011. |
| Број становника | 130   | 141   | 120   | 145   | 169   | 156   | 0     | 110   | 102   | 77    | 47    | 23    | 14    | 10    | 6     | 5     |

Напомена: У 1921. подаци садржани у насељу Трстеник.